# 더 챔프: 분노의 주먹
《더 챔프: 분노의 주먹》(영어: Resurrecting the Champ)은 2007년 개봉한 미국의 스포츠 드라마 영화이다. J. R. 모링어가 로스앤젤레스 타임스 매거진에 기고한 동명 기사에 바탕하였으며, 로드 루리가 연출하였다. 새뮤얼 L. 잭슨이 실존 권투 선수 밥 새터필드를 가장하는 가공의 인물을, 조시 하트넷이 새터필드의 삶을 추적하는 기자 에릭 역을 연기했다.

## 줄거리
젊은 기자 에릭 커넌 주니어는 스포츠 기사 작성에 어려움을 느끼며, 유명 스포츠 캐스터였던 아버지의 그늘 아래 있다는 압박감에 시달린다. 아내와 별거 중인 그는 아들과의 관계마저 소원해질까 봐 걱정한다.
어느 날 커넌은 덴버 콜리시엄 근처 골목에서 노숙자 “챔프”를 만나고, 그가 한때 유명했던 헤비급 권투 선수 밥 새터필드라는 사실을 알게 된다. 커넌은 챔프에 대한 기사를 쓰기 위해 그의 과거를 조사하기 시작한다.
챔프는 과거의 기억을 떠올리는 것이 고통스럽다며 비협조적으로 굴지만 커넌은 그의 신뢰를 얻기 위해 노력한다. 커넌은 챔프가 아들 및 전처와 화해하도록 돕고, 그 모습에서 자신이 피하고 싶은 미래를 본다.
잡지에 실린 커넌의 기사는 큰 호평을 받고 퓰리처상 후보로 거론될 만큼 주목을 받는다. 하지만 진짜 새터필드는 사망했으며 챔프는 사칭범에 불과하고, 그의 진짜 정체는 과거 새터필드에게 패했던 덜 유명한 권투 선수 토미 킨케이드라는 사실이 드러난다. 새터필드의 아들은 커넌과 신문사를 고소한다.
커넌은 자신의 오류를 인정하고 정정 기사를 쓰기로 한다. 챔프는 20여 년 전 그의 정체를 알고 절망한 아들이 갱단에 들어간 끝에 길거리 싸움에서 사망하고 결혼 생활도 망가지자 스스로를 용서하지 못해 노숙 생활을 하게 됐음이 밝혀진다. 한편 챔프는 전 헤비급 챔피언이며 과거 새터필드, 챔프 자신 모두와 겨뤘던 로키 마시아노와 경기를 벌이게 되고, 과거의 모습이 투영되는 환영 속에서 승리하지만 심근 경색으로 사망한다.
커넌은 챔프의 기억을 기리며 후속 기사를 작성하고, 그의 거짓말에도 불구하고 챔프를 친구로 여긴다. 커넌은 자신의 아들이 그를 자랑스러워할 거라는 믿음을 얻고 계속 언론인으로 일하기로 결심하며, 아내와 화해하고 둘째 아들을 얻으며 가족 관계를 회복한다.

## 출연진
- 새뮤얼 L. 잭슨 - “챔프” / “밥 새터필드” / 토미 킨케이드 역
- 조시 하트넷 - 에릭 커넌 주니어 역
- 캐스린 모리스 - 조이스 커넌 역
- 다코타 고요 - 테디 커넌 역
- 앨런 알다 - 랠프 메츠 역: 편집자.
- 레이철 니컬스 - 폴리 역
- 데이비드 페이머 - 휘틀리 역: 잡지 출판인.
- 테리 해처 - 앤드리아 플랙 역
- 크리스틴 쇼 - 펄머터 역
- 닉 샌다우 - 로키 마시아노 역
- 해리 J. 레닉스 - 밥 새터필드 주니어 역